# 貴婦人と一角獣

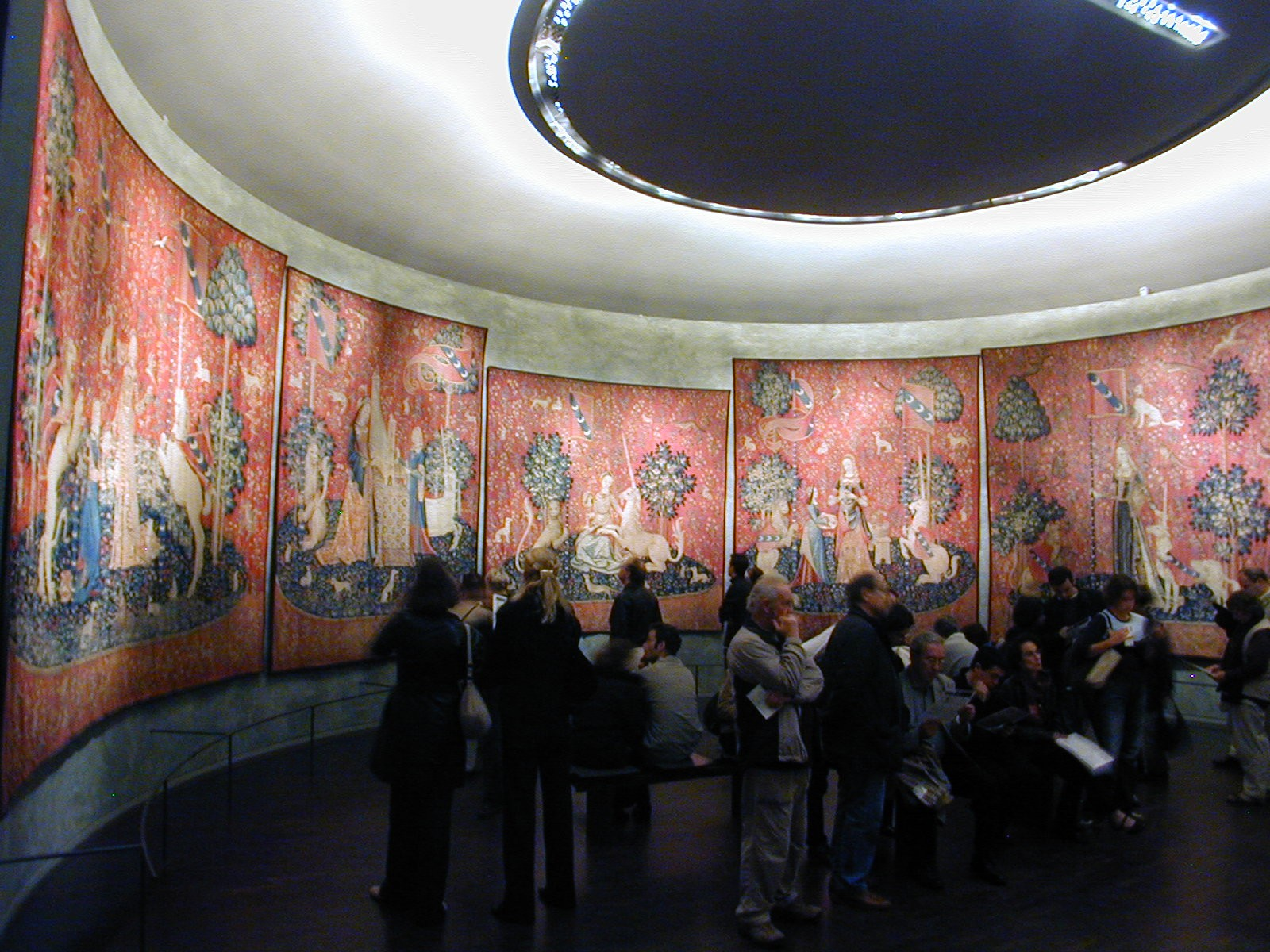
『貴婦人と一角獣』連作、パリ中世美術館での展示室

貴婦人と一角獣（きふじんといっかくじゅう、フランス語: La Dame à la licorne）は、フランスにあるタペストリー（つづれ織り）の6枚からなる連作である。制作年や場所は不明だが、パリで下絵が描かれ、15世紀末（1484年から1500年頃）のフランドルで織られたものとみられている。

## 概説
このタペストリーのテーマは不明だったが、現在では六つの感覚を示したものとされる。「味覚」、「聴覚」、「視覚」、「嗅覚」、「触覚」、そして「我が唯一つの望み」（A mon seul désir）である。「我が唯一つの望み」は謎に包まれているが、普通「愛」や「理解」と解釈されることが多い。
名称こそ「貴婦人と一角獣」ではあるが、6つのタペストリーにはいずれも中央の貴婦人と共に、向かって右側にユニコーン（一角獣）、左側にライオンが描かれており、さらに猿が描かれているものもある。背景は千花模様（ミル・フルール、複雑な花や植物が一面にあしらわれた模様）が描かれ、赤い地に草花やウサギ・鳥などの小動物が一面に広がって小宇宙を形作っており、ミル・フルールによるタペストリーの代表的な作例となっている。
タペストリーの中に描かれた旗や、ユニコーンやライオンが身に着けている盾には、フランス王シャルル7世の宮廷の有力者だったジャン・ル・ヴィスト（Jean Le Viste）の紋章（三つの三日月）があり、彼がこのタペストリーを作らせた人物ではないかと見られている。ジャン・ル・ヴィストがリヨン出身であり、ライオンの「lion」はリヨン「Lyon」から、ユニコーンは足が速いためフランス語で「viste」（すばやい）とル・ヴィスト（Le Viste）の一致によるものと言われている。
このタペストリーは1841年、歴史記念物監督官で小説家でもあったプロスペル・メリメが現在のクルーズ県にあるブーサック城（Château de Boussac）で発見した。タペストリーは保存状態が悪く傷んでいたが、小説家ジョルジュ・サンドが『ジャンヌ』（1844年）の作中でこのタペストリーを賛美したことで世の関心を集めることとなった。1882年、この連作は国立中世美術館に移され、現在に至っている。
本作がフランス国外へ貸し出されることはほとんどなかったが、39年ぶりに日本で開催された「フランス国立クリュニー中世美術館所蔵　貴婦人と一角獣」展 で展示された（東京国立新美術館：2013年4月24日 - 7月15日、大阪国立国際美術館：2013年7月27日 - 10月20日）。
また、オーストラリアのシドニーでも2018年2月から6月にかけてニュー・サウス・ウェールズ州立美術館 (The Art Gallery of New South Wales)で展示された。

## 6枚のタペストリーについて

### 味覚 （Le goût）

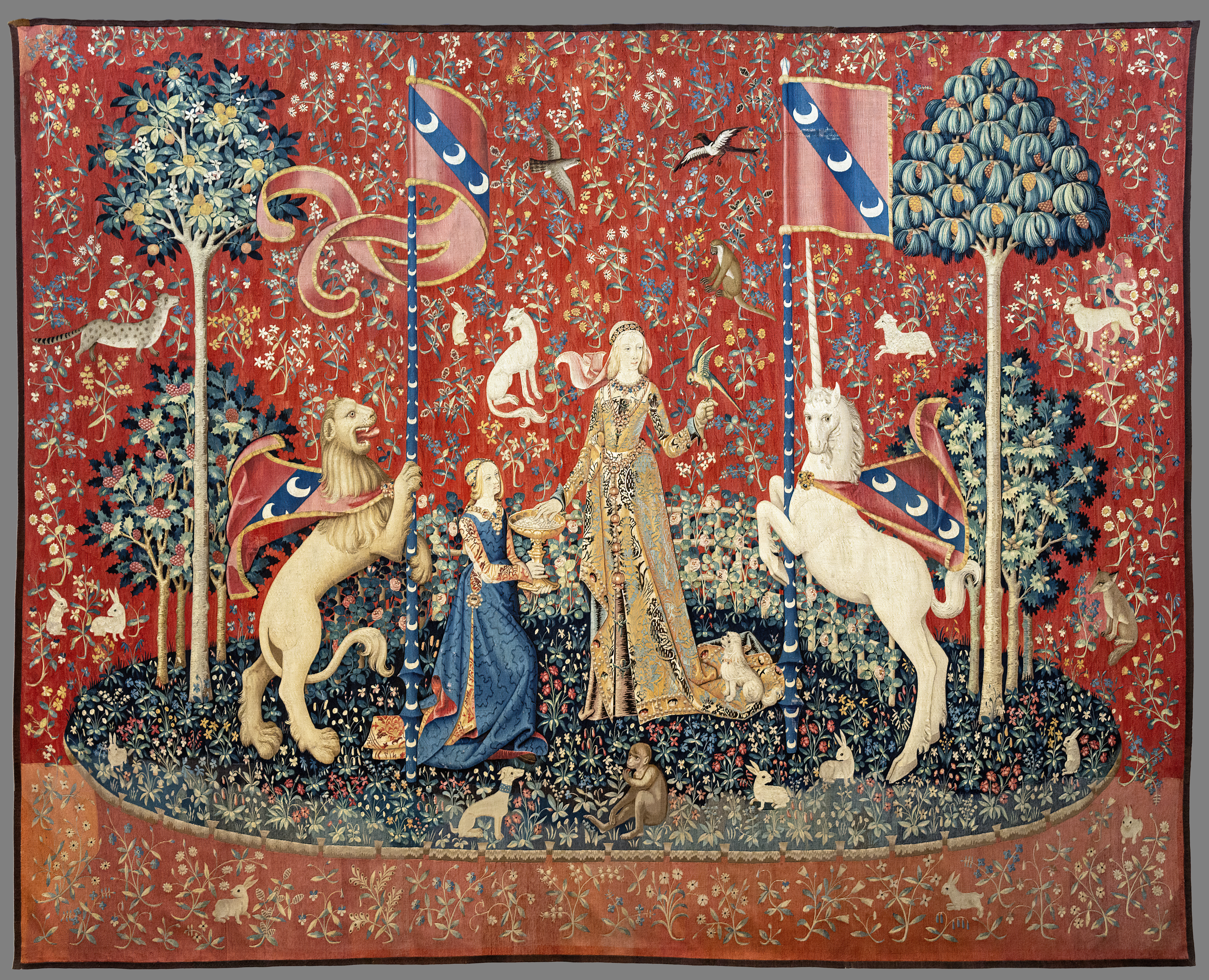
「味覚」（Le goût）

このタペストリーで貴婦人は、従者が差し出す鉢から右手で砂糖菓子ドラジェをつまみ、左手の上にいるオウムに差し出している。画面左にライオン、右に一角獣が立っており、三日月の紋章が描かれた幟や旗を携えている。また、貴婦人の足もとでは、猿が果物を口に運んでいる。なお、背景の薔薇の生垣は、マリア表象として長い伝統を有する。

### 聴覚 （L'ouïe）

「聴覚」（L'ouïe）

このタペストリーで貴婦人は、トルコ製のじゅうたんを掛けたテーブルの上に載せられたポジティブオルガン（小型のパイプオルガン）を弾いている。侍女は机の反対側に立ちオルガンのふいごを動かしている。ライオンとユニコーンは「味覚」と同じく貴婦人をはさむように旗を掲げているが、今度は二頭の体は外側を向いている。

### 視覚 （La vue）

「視覚」（La vue）

このタペストリーでは、貴婦人は腰掛け、右手に手鏡を持っている。ユニコーンはおとなしく地面に伏せ、前脚を貴婦人のひざに乗せ、彼女の持つ鏡に映った自分の顔を見ている。左側にいるライオンは旗を掲げている。

### 嗅覚 （L'odorat）

「嗅覚」（L'odorat）

このタペストリーでは貴婦人は立ち上がり、花輪を作っている。侍女は花が入った籠を貴婦人に向かってささげ持っている。ライオンとユニコーンは貴婦人の両側で旗を掲げている。猿は貴婦人の後ろにある籠から花を取り出して匂いをかいでいる。

### 触覚 （Le toucher）

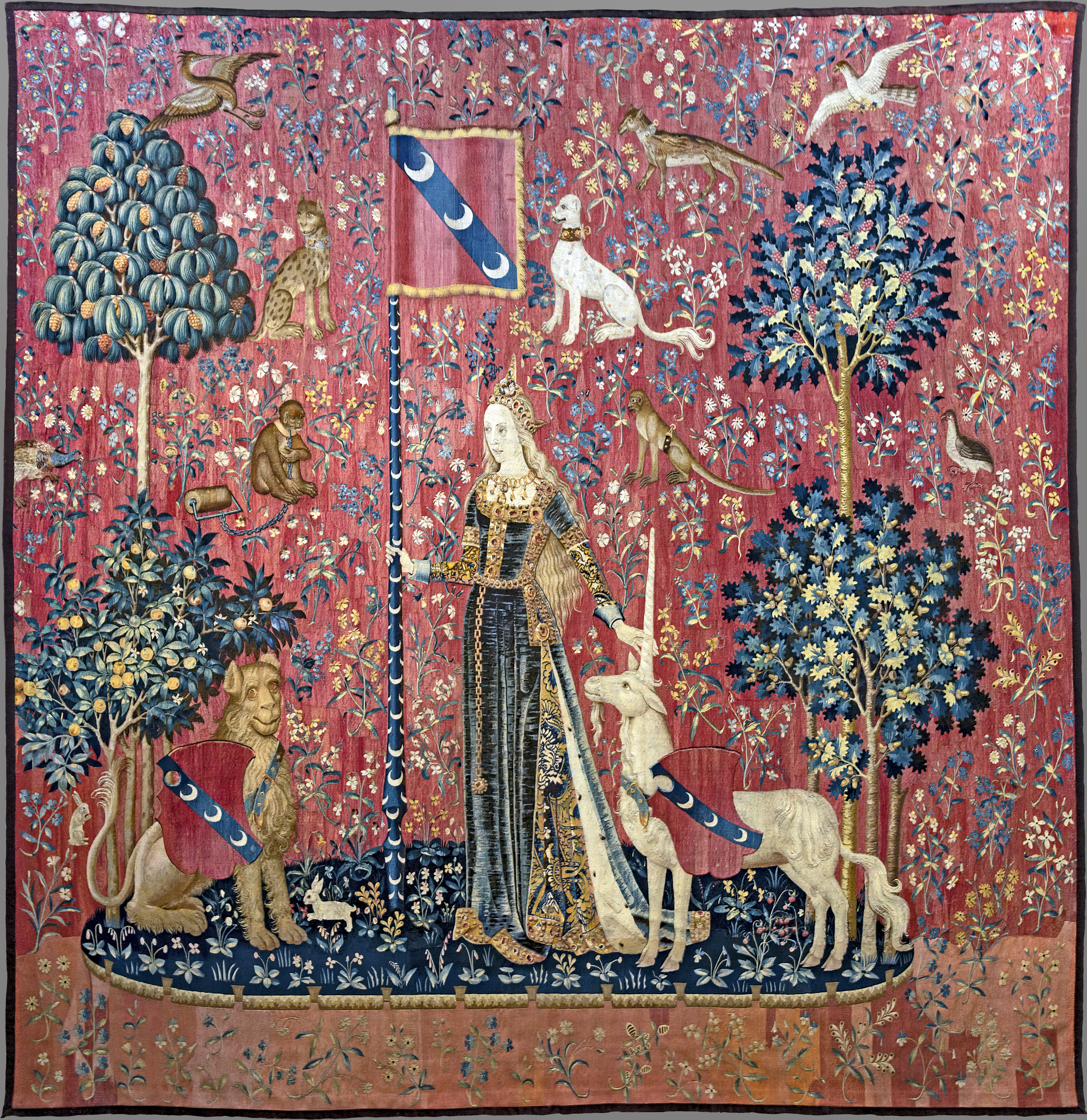
「触覚」（Le toucher）

このタペストリーでは、貴婦人は立って自ら旗を掲げており、片手はユニコーンの角に触れている。ユニコーンとライオンは彼女の掲げる旗を見上げている。

### 我が唯一つの望みに （À mon seul désir）

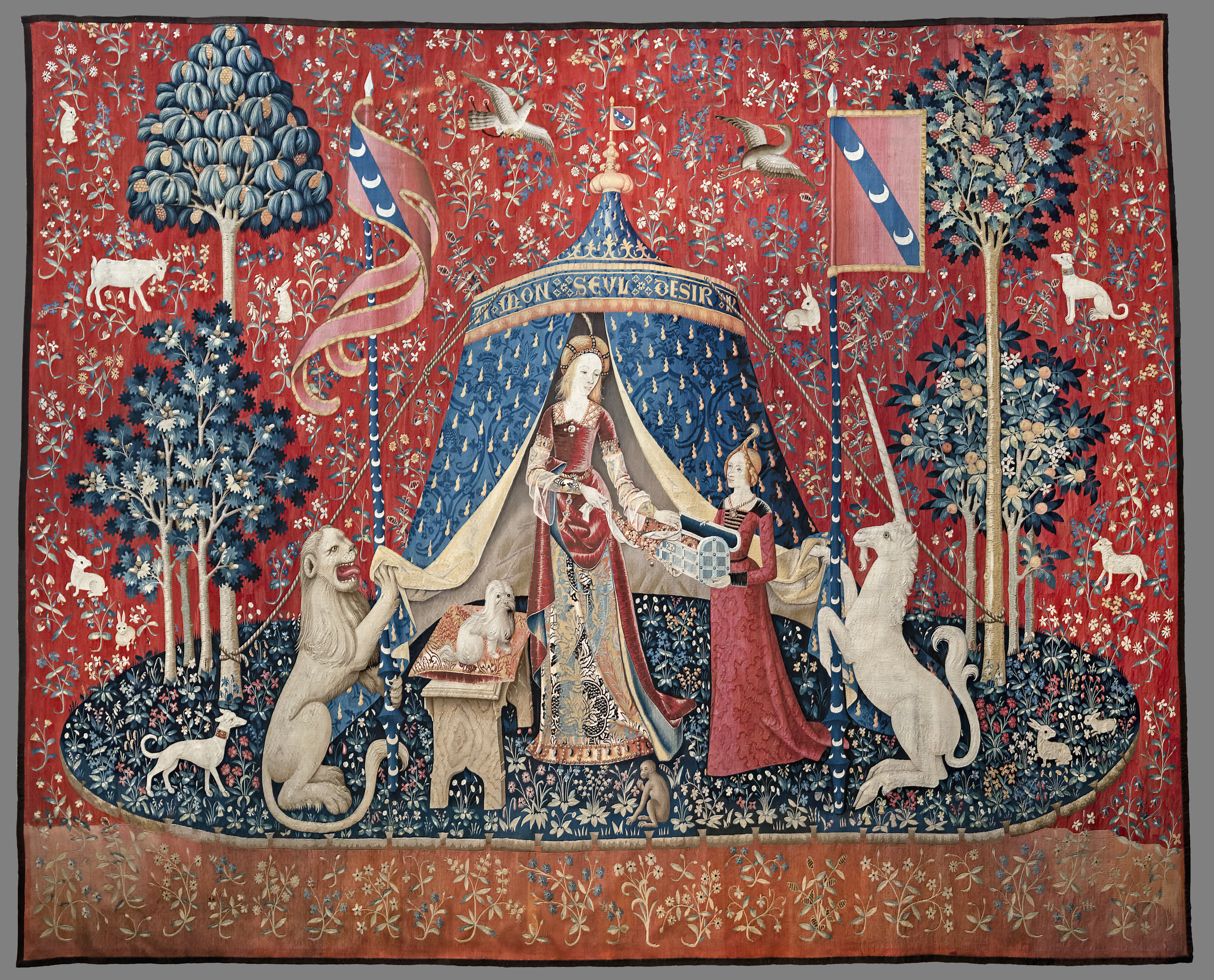
「我が唯一つの望みに」（À mon seul désir）

このタペストリーは他と比べて幅が広く、描かれた絵の様子も他と異なっている。他の5枚のタペストリーは描かれた仕草などから五感のアレゴリーだとされているが、この一枚は謎が多く、他の5枚の前の情景を描いたものか後の情景を描いたものかすら定かではない。「我が唯一つの望みに」で身支度をした後、嗅覚・味覚・聴覚でユニコーンをおびき寄せ、視覚と触覚でユニコーンを捕まえるまでを描いているという見方もあれば、五感でユニコーンを引き寄せた後、「我が唯一つの望みに」で身を整えてテントに入るという見方もある。
絵の中央には深い青色のテントがあり、その頂には金色で「我が唯一つの望み」（A Mon Seul Désir）と書かれている。テントの入り口の前に立つ貴婦人は、これまでの5枚のタペストリーで身に着けていたネックレスを外しており、右にいる侍女が差し出した小箱にそのネックレスを納めている（またはここではじめてネックレスを取り出し首につけようとしている）。彼女の左側にはコインが入ったバッグが低い椅子に置かれている。ライオンとユニコーンが貴婦人の両側で旗をささげ持っている。
この一枚のタペストリーはさまざまな解釈を引き出してきた。解釈の一つは、若い貴婦人がネックレスを小箱にしまっているのは、他の五感によって起こされた情熱を、自由意志によって放棄・断念することを示しているとする。別の解釈では、この場面は五感の後に来る「理解すること」という六番目の感覚を指しているという。また、愛や処女性、これから結婚に入ることを示しているという解釈も存在する。

## フィクション
以下、このタペストリーに関連する作品を挙げる。

### 小説
- トレイシー・シュヴァリエ　『貴婦人と一角獣』　木下哲夫訳、白水社、2005年
- ジョルジュ・サンド　『ジャンヌ 無垢の魂をもつ野の少女』　持田明子訳、藤原書店、2006年
- ケリー・ジョーンズ　『七番目のユニコーン』　松井みどり訳、文春文庫、2006年
- 福井晴敏 『機動戦士ガンダムUC』 角川グループパブリッシング、2007年 - 劇中に登場する主役モビルスーツ「ユニコーン」と「バンシィ」は、それぞれタペストリーに描かれた一角獣と獅子がデザインモチーフとなっている。作中に本絵画そのものも登場する。
- 原田マハ『ユニコーン ジョルジュ・サンドの遺言』　NHK出版、2013年

### アニメーション楽曲
- 井上涼『貴婦人でごめユニコーン』　びじゅチューン！、2020年